# Stuck in a Moment You Can't Get Out Of
Stuck in a Moment You Can't Get Out Of è un singolo del gruppo musicale irlandese U2, pubblicato il 29 gennaio 2001 come secondo estratto dal decimo album in studio All That You Can't Leave Behind.
È stato il loro quinto singolo al numero uno nel Regno Unito e ha raggiunto la vetta delle classifiche di molti altri paesi. Inoltre ha vinto il Grammy Award come "miglior performance pop di un gruppo" nel 2002. La canzone è dedicata a Michael Hutchence, cantante della rock band australiana degli INXS scomparso suicida nel novembre del 1997 all'età di 37 anni.

## Video musicale
La versione più conosciuta del video è stata diretta da Joseph Kahn, e vede una partita di football americano fra i "Flys" e i "Lemons" (sia The Fly che Lemon sono i titoli di due altre canzoni degli U2) e contiene diversi riferimenti al passato del gruppo. Nel video compaiono anche John Earl Madden e Brendan Fehr. Bono Vox e gli altri componenti del gruppo vengono mostrati in mezzo al pubblico dello stadio.
Esiste anche un'altra versione del video diretta da Kevin Godley, che mostra Bono venire buttato fuori da un furgone diverse volte, come se si fosse "fermato quel momento" ("stuck in a moment"). Alla fine del video, il resto del gruppo si muove per aiutarlo.

## Tracce
Versione 1
1. "Stuck in a Moment You Can't Get Out Of" (Album Version) (4:33)
2. "Big Girls are Best" (3:37)
3. "Beautiful Day" (Quincey and Sonance Mix) (7:55)

Versione 2
1. "Stuck in a Moment You Can't Get Out Of" (Album Version) (4:33)
2. "Beautiful Day" (Live from Farmclub.com) (4:48)
3. "New York" (Live from Farmclub.com) (6:01)

Versione 3
1. "Stuck in a Moment You Can't Get Out Of" (Album Version) (4:33)
2. "Big Girls Are Best" (3:37)
3. "All I Want Is You" (Live from Manray) (5:26)
4. "Even Better Than the Real Thing" (Live from Manray) (3:55)

Versione 4
1. "Stuck in a Moment You Can't Get Out Of" (Album Version) (4:33)
2. "Beautiful Day" (Live from Farmclub.com) (4:48)
3. "New York" (Live from Farmclub.com) (6:01)
4. "Big Girls Are Best" (3:37)
5. "Beautiful Day" (Quincey and Sonance Mix) (7:55)

Versione 5
1. "Stuck in a Moment You Can't Get Out Of" (Radio Edit) (3:42)
2. "Stuck in a Moment You Can't Get Out Of" (Acoustic) (3:42)
3. "Stay (Faraway, So Close!)" (Live from Toronto) (5:39)
4. "Elevation" (Vandit Club Remix) (8:54)

## Formazione
Gruppo
- Bono - voce, sintetizzatore
- The Edge - chitarra, pianoforte, cori
- Adam Clayton - basso
- Larry Mullen Jr. - batteria

Altri musicisti
- Daniel Lanois – chitarra
- Brian Eno – sintetizzatore
- Paul Barrett - ottoni

## Classifiche
| Classifica (2001)               | Posizione massima |
| ------------------------------- | ----------------- |
| Australia                       | 3                 |
| Austria                         | 38                |
| Belgio (Fiandre)                | 31                |
| Belgio (Vallonia)               | 33                |
| Canada                          | 1                 |
| Danimarca                       | 9                 |
| Europa                          | 5                 |
| Finlandia                       | 10                |
| Francia                         | 31                |
| Germania                        | 40                |
| Irlanda                         | 1                 |
| Italia                          | 1                 |
| Norvegia                        | 4                 |
| Nuova Zelanda                   | 17                |
| Paesi Bassi                     | 12                |
| Portogallo                      | 2                 |
| Regno Unito                     | 2                 |
| Spagna                          | 2                 |
| Stati Uniti                     | 52                |
| Stati Uniti (adult alternative) | 1                 |
| Stati Uniti (alternative)       | 35                |
| Stati Uniti (mainstream rock)   | 35                |
| Stati Uniti (pop)               | 27                |
| Svezia                          | 23                |
| Svizzera                        | 38                |